# Kumstvo
Kumstvo je društveni odnos koji se uspostavlja među pojedincima i obiteljima prilikom krštenja, krizmanja, vjenčanja i prvoga šišanja djeteta. U većini je hrvatskih krajeva bilo uobičajeno da se kumstvo uzvraća, odnosno da dvije obitelji (kuće) godinama međusobno kumuju, zbog toga su se i svi članovi tih obitelji međusobno nazivali kumovima.
U kršćanskim denominacijama, kum je osoba koja svjedoči krštenju djeteta i kasnije je voljan pomoći u njegovoj katehezi, kao i njegovoj cijeloživotnoj duhovnoj formaciji. U prošlosti, u nekim zemljama, uloga je nosila neke pravne obveze, kao i vjerske odgovornosti. I u vjerskim i u građanskim pogledima, kum je obično osoba koju su odabrali roditelji da se zanima za djetetov odgoj i osobni razvoj, da ponudi mentorstvo ili zahtijeva zakonsko skrbništvo nad djetetom ako se nešto dogodi roditeljima. Dijete je kumče.
U Katoličkoj Crkvi, traži se »da je kum katolik, potvrđen i već pričešćen i da provodi život u skladu s vjerom i preuzetom službom«. Dakle, da budu kumovi isključeni su katolici takozvani »javni grešnici«, oni koji tvrdokorno ustraje u očito teškom grijehu. Tako npr. ne mogu biti kumovi oni koji su sklopili samo građansku ženidbu ili oni koji su se rastali pa ponovno građanski vjenčali ili žive zajedno ili oni koji javno, notorno pripadaju ili šire materijalističke i bezbožničke ideologije, koji su tražili ispis iz matice krštenih, koji se javno odriču katoličke vjere ili pripadnosti Katoličkoj Crkvi.
Još u 2. stoljeću, kod krštenja dojenčadi, postao je zahtjev da odrasla osoba preuzme duhovni odgoj djeteta. Te osobe ispovijedile su vjeru i djelovale kao jamci djetetovih duhovnih uvjerenja. U početku su to bili roditelji djeteta, kao što je 408. godine naglasio sveti Augustin koji je sugerirao da bi to, čini se iznimno, mogle biti i druge osobe. U roku od jednog stoljeća, Corpus Juris Civilis pokazuje da su roditelji gotovo potpuno zamijenjeni u ovoj ulozi. Ovo je razjašnjeno 813. godine kada je Sinoda u Mainzu zabranila biološkim roditeljima da kumuju vlastitoj djeci. Do 5. stoljeća, kumovi su nazivani "duhovnim očevima", a do kraja 6. stoljeća nazivani su "suradnici", što sugerira da se na njih gledalo kao na duhovne suroditelje. Justinijanov dekret iz 530. godine zabranio je brak između kumova i kumčeta, a te su se prepreke nastavile umnožavati sve do 11. stoljeća, zabranjujući brak između prirodnih i duhovnih roditelja ili onih koji su s njima izravno povezani. Kako se sveta potvrda pojavila kao odvojeni obred od krštenja od 8. stoljeća, pojavio se i drugi skup kumova, sa sličnim zabranama.
Krizmanik na ima i kuma/kumu, koji ga prati na krizmu. Kod krizme kum/kuma drži desnu ruku na desnom ramenu krizmanika. Kum mora biti katoličke vjere i prethodno krizman.
Sklapanje ženidbe uključuje da uz posvećenoga službenika Crkve budu prisutna još dva svjedoka - kumovi. Svjedoci – vjenčani kumovi – imaju ulogu da pred crkvenom zajednicom mogu potvrditi kako je obavljeno sklapanje određene ženidbe, pa moraju imati samo one kvalitete koje se i inače traže za bilo kojega svjedoka i svjedočenje. To znači da je dovoljno da su napunili 14 godina (što traži crkveni kanon 1550 u prvom paragrafu), da su sposobni vidjeti i čuti – zapravo zapaziti – što se pred njima događa, i da su u stanju shvatiti kako se radi o sklapanju ženidbe između određenog muškarca i određene žene.
Običaj šišanog kumstva specifičan je tradicijski običaj sa svrhom uspostavljanja nekrvnog srodstva. Praćen je različitim obredima prvog šišanja djeteta, za tu priliku posebno određene  osobe (šišanog kuma ili kume).